# Židovský hřbitov v Ošelíně
Židovský hřbitov v Ošelíně, který byl založen v roce 1660, se nachází severozápadně od vsi Řebří na zalesněné stráni nad údolím potoka Šárka mezi vesnicemi Ošelín a Řebří. Jedná se o parcelu číslo 169 na katastrálního území Řebří. V dokumentech je uváděn také pod názvy Židovský hřbitov Řebří či Svojšín, jehož je Řebří součástí.
Areál je obklopen zbytky kamenné ohradní zdi. Nejstarší čitelný náhrobek z celkových zhruba osmdesáti je datován 1742, nejmladší pochází ze 30. let 20. století. Roku 2003 zde proběhl workcamp za účelem údržby a opravy areálu, roku 2007 byl hřbitov vyhlášen kulturní památkou ČR.
Na hřbitově se nachází informační tabule s údaji o hřbitově, o místě byla vydána brožura a kniha obsahující také jména pohřbených.